# Airton Ribeiro Santos
Airton Ribeiro Santos, detto Airton (Rio de Janeiro, 21 febbraio 1990), è un calciatore brasiliano, centrocampista del North-MG.

## Carriera
Cresciuto nelle giovanili del Nova Iguaçu, Airton nel 2007 fu mandato in prestito al Mesquita per quattro mesi.
Adílio, allora tecnico delle giovanili del Flamengo, rimase colpito dal giocatore e lo mise sotto contratto nel 2008, per giocare nel settore giovanile, sempre in prestito dal Nova Iguaçu.
Nel corso dello stesso anno entrò in prima squadra accumulando 16 presenze nel Campeonato Brasileiro Série A.
Il 2 gennaio 2010 viene acquistato dal Benfica, firmando un contratto quinquennale.
Il 12 giugno 2011 torna nuovamente al Flamengo in prestito.

## Palmarès

### Club

#### Competizioni nazionali
- Campionato brasiliano: 1

Flamengo: 2009
- Campionato portoghese: 1

Benfica: 2009-2010
- Coppa di Lega portoghese: 1

Benfica: 2009-2010

#### Competizioni statali
- Campionato Carioca: 2

Flamengo: 2008, 2009
- Taça Guanabara: 1

Flamengo: 2008
- Taça Rio: 1

Flamengo: 2009